# Zemst-Bos
Zemst-Bos est un village de la commune de Zemst dans la province du Brabant flamand en Belgique. Le village a plus ou moins 1000 habitants. Het Zwartland est un hameau de ce village.

## Histoire
La plus ancienne maison du village, L'Hoeve Laer, existait déjà en 1595. En 1777, le village comptait 70 maisons. Au début des années 2000 il en compte plus ou moins 370.

## Résidents connus
- Augustinus Cantinjeau, abbé de l'abbaye de Grimbergen de 1942 à 1946
- Jan Lauwers, cycliste professionnel
- Pascale Bal, actrice

## Galerie

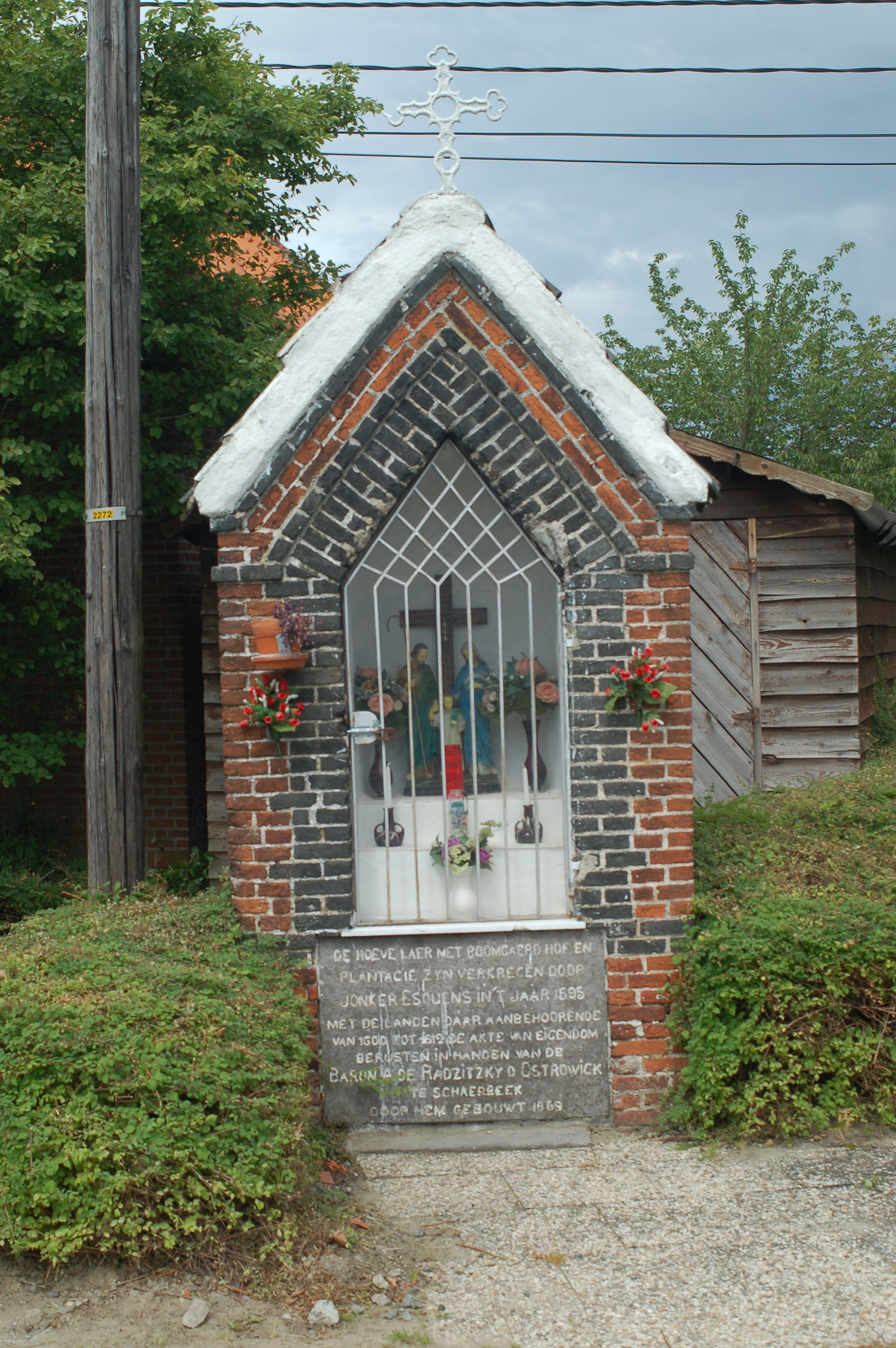
La chapelle de la Famille Sacré avec une dalle de L'Hoeve Laer
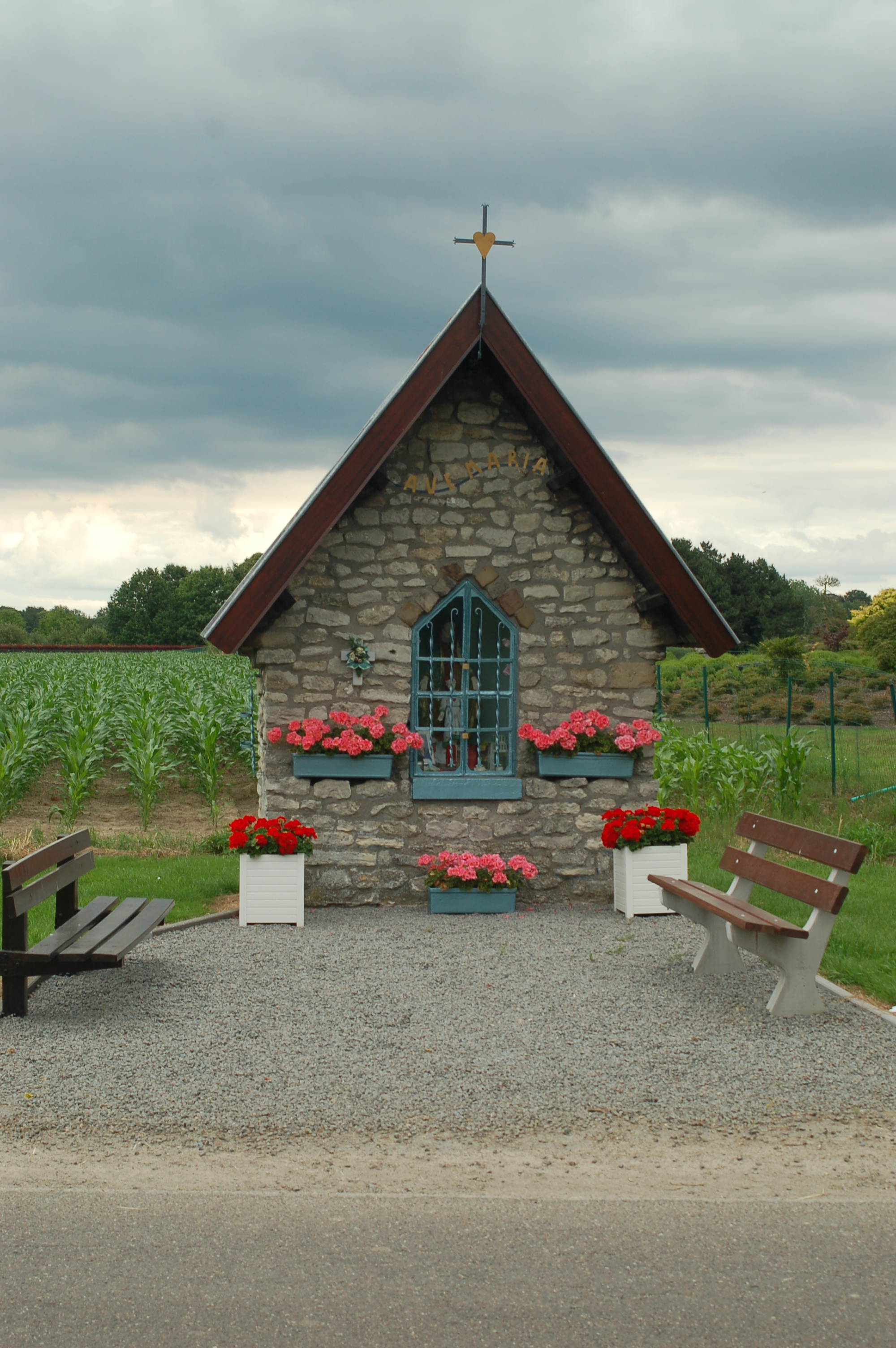
Une chapelle avec des banques dans la Bosstraat (Rue du Bois)
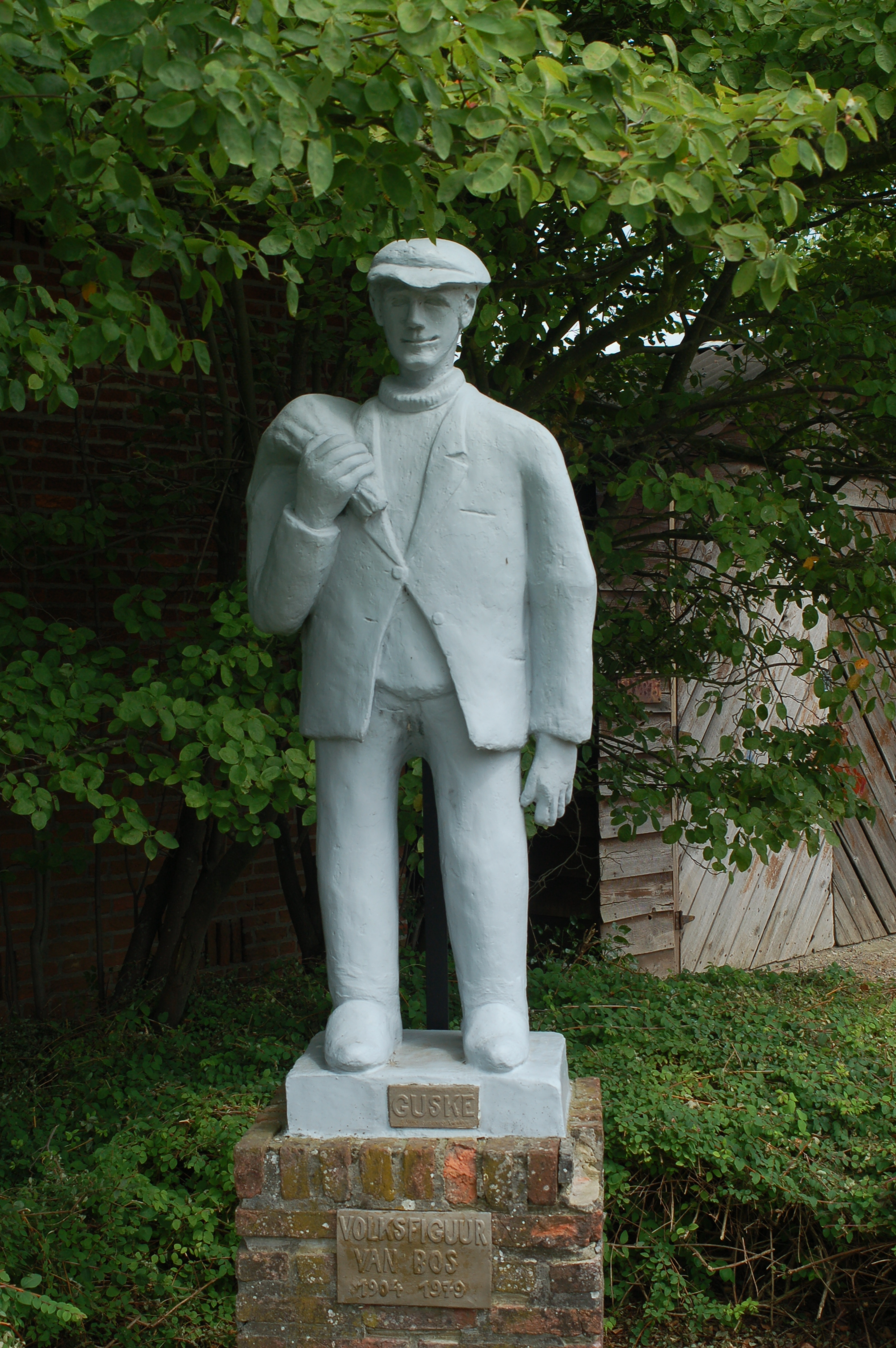
La statue de 'Guske'
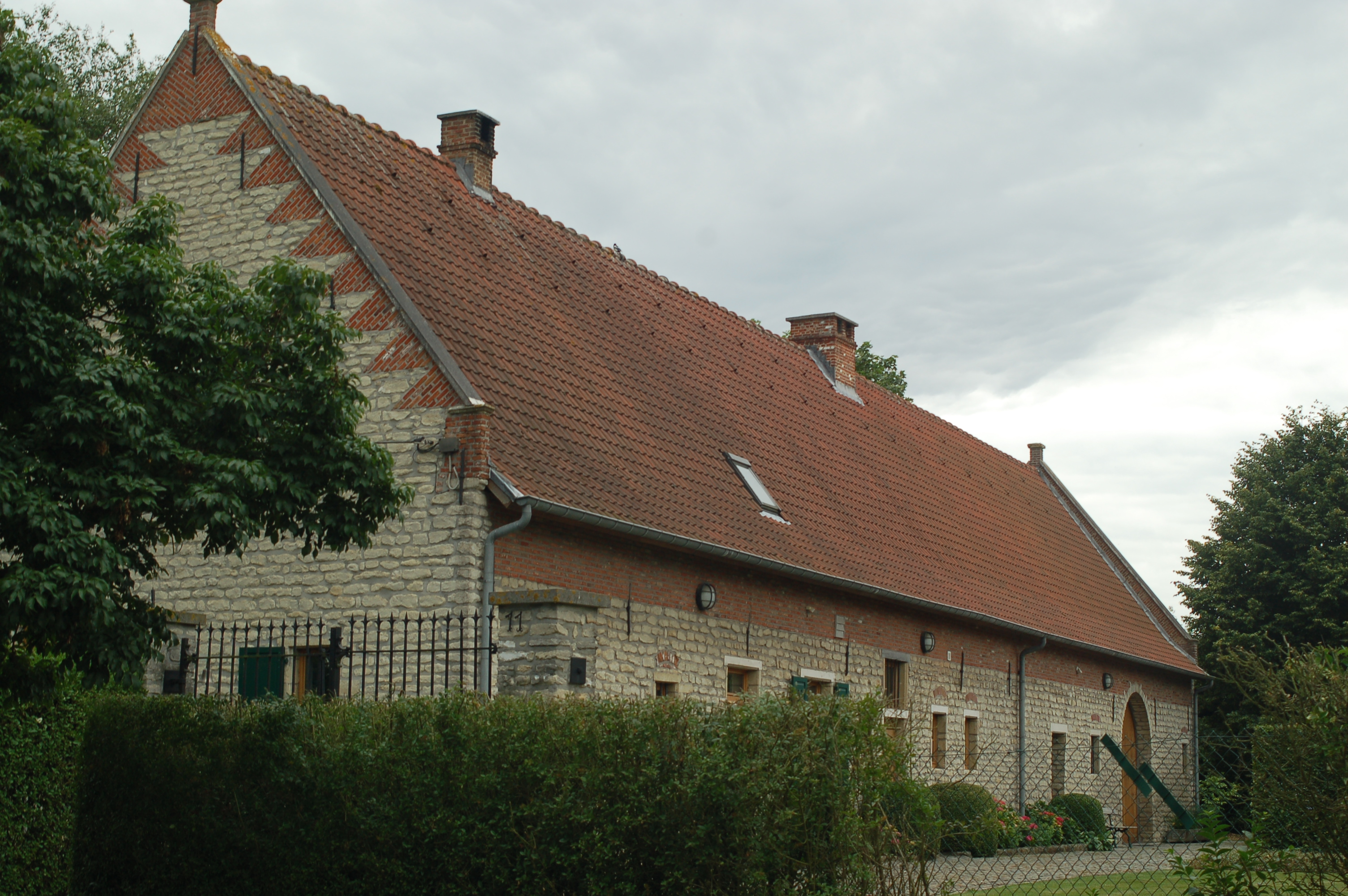
L'ancienne Schaliënhof (Ferme des ardoises), construite en 1739
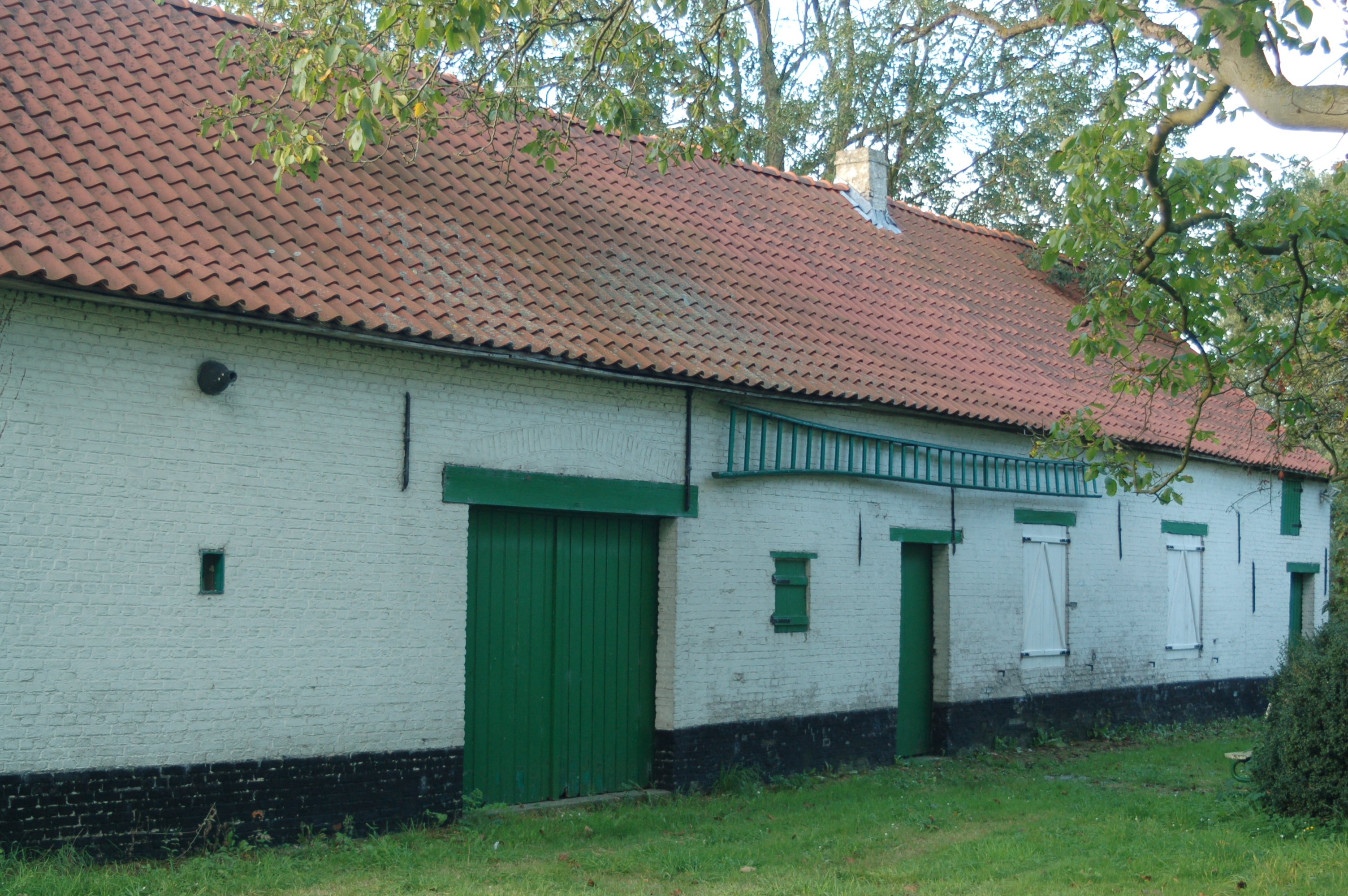
Le Sooikesikhoeve au Het Zwartland (XIXe siècle)
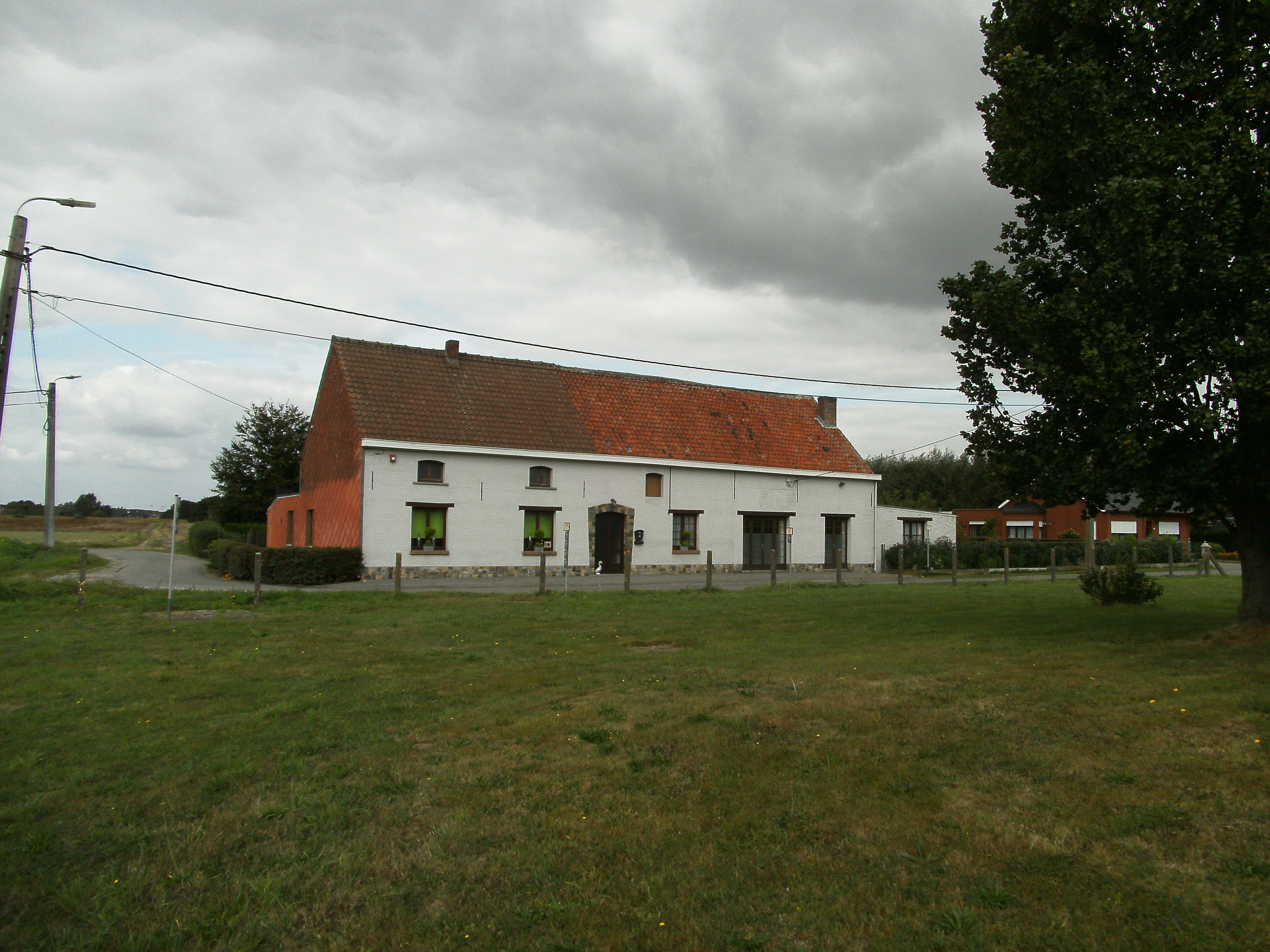
De Zwartlandhoeve est la première maison construite au Het Zwartland, avant 1770.

## Sources
- Heemkundig Jaarboek 1999-2000 van De Sempstse Spieghel Historiael
- Geschiedenis van Zemst (néerlandais)
- De goedenissen van de Schepenbank van Oliveten te Zemst (néerlandais)